# Москва (газета)
Москва — ежедневная политическая, экономическая и литературная газета, выходившая в Москве с 1 января 1867 по 21 октября 1868 год.
Издателем-редактором газеты был Иван Сергеевич Аксаков.

## История
В течение своего менее чем двухлетнего существования газета получила десять предостережений и трижды приостанавливался её выпуск: 30 марта 1867 — на 3 месяца, 3 декабря — на 4 месяца, 22 октября 1868 — на 6 месяцев.
Через некоторое время после первой приостановки, 18 апреля 1867 года Ф. И. Тютчев писал: 

Сочувствие к «Москве» несомненное и общее. Все говорят с любовью и беспокойством: не умерла, а спит—все ждут нетерпеливо её пробуждения. Но вот в чем горе: пробудится она при тех же жизненных условиях и в той же органической среде, как и прежде, а в такой среде и при таких условиях газета, как ваша Москва, жить нормальною жизнью не может не столько вследствие её направления, хотя чрезвычайно ненавистного для многих влиятельных, сколько за неумолимую честность слова. Для совершенно честного, совершенно искреннего слова в печати, требуется совершенно честное и искреннее законодательство по делу печати, а не тот лицемерно-насильственный произвол, который теперь заведывает у нас этим делом и потому «Москве» долго еще суждено будет вместо спокойного плавания биться как рыбе об лед— Чулков Г. Тютчев и Аксаков в борьбе с цензурою // Мурановский сборник. — Мураново: Изд. Музея им. поэта Ф. И. Тютчева, 1928. — Вып. 1. — С. 7—29.
В письмах к жене в 1867 году Ф. И. Тютчев писал:

- 2 июля: «Газета Аксакова опять появилась, и его первая статья по поводу покушения (Париж, май, Березовский) одна из самых верных и метких вещей,
сказанных о польском вопросе. Однако, я не буду удивлен, если уже этот первый нумер вызовет предостережение»;
- 9 июля: «Аксаков, как я и предчувствовал, уже получил предостережение за свою первую статью. Есть что-то ребяческое в упорстве в этой невозможной
 борьбе против грубой силы и в намерении повалить стену вместо того, чтобы, сделав несколько шагов в сторону, обойти её»;
- 13 августа: «Вчера я навестил князя Лобанова, управляющего министерством, которого я нашел очень дурно
расположенным к газете Аксакова; ей угрожает второе предостережение»;
- 17 августа: «Здесь (т. е. в Петербурге) я застал власти очень раздраженными против Аксакова по поводу одной из его последних статей, и если ему
удастся избегнуть второго предостережения, то он, конечно, будет этим обязан мне. У него необыкновенная способность возбуждать против себя самые
досадные предубеждения»;
- 31 августа: «Удар, угрожавший газете Аксакова, был к счастью предотвращен, вероятно, благодаря отсутствию Валуева».

К. К. Арсеньев указывал:

Поводы к предостережениям, постигшим «Москву», были довольно разнообразны. Мы встречаем между ними и «неточное и одностороннее толкование полицейских распоряжений», и «резкое порицание правительственных мероприятий по важному предмету государственного правосудия» (смертная казнь), и «сопоставление некоторых тарифных статей о привозимых припасах», очевидно, не имеющих никакого отношения к продовольственным нуждам рабочего населения, с преувеличенным изображением этих нужд, по случаю бывшего в некоторых губерниях неурожая…— Арсеньев К. К. Законодательство о печати. — СПб., 1903. — С. 37
Во время второй из этих приостановок её заменял «Москвич», даже внешним видом своим воспроизводивший «Москву» и выходивший в течение 23 декабря 1867 — 14 февраля 1868 под номинальной редакцией П. Андреева, но под действительной — Аксакова, который не скрывал, что «Москвич» и «Москва» — «решительно и положительно одно и то же издание»; 29 и 31 декабря 1868 года в «Москвиче» появились статьи о которых Ф. И. Тютчев 4 января 1868 года писал Аксакову: «Ваши две последние статьи о предостережениях здесь произвели сильный эффект и, разумеется, сильно раздражили против вас предержащую власть, которая упрекает вас в недостатке всякой деликатности, почти что в неблагодарности. Я имел вчера по этому случаю довольно оживленный разговор с Похвисневым, не приведший, понятно, ни к какому заключению».
Последняя приостановка последовала за нападки на министерство внутренних дел, скрывавшее голод, который свирепствовал в 1868 году на севере. Приостанавливая газету, министр внутренних дел А. Е. Тимашев, согласно действовавшим тогда законам, вышел с представлением об окончательном закрытии её, как издания «вредного»; 2 января 1869 года Тютчев писал Аксакову:

Вы, вероятно, уже известились, что Тимашев, после долгих колебаний, решил, наконец, внести дело Москвы в 1-й Департамент Сената. Эта выходка поразила здесь всех или своею крайнею нелепостью, или своею крайнею наглостью… В самом деле предложить Сенату объявить преступным направление такого издания, которое постоянно и энергичнее всякого другого защищало все основные начала русского общества, те начала, гласное отрицание которых равнялось бы государственной измене. Это нечто близкое к безумию. <…> Надобно было бы сказать вот что: в русском обществе два учения, два направления—русское и антирусское. При содействии существующего порядка судьбе угодно было, в лице Валуева, поставить анти-русское направление верховным и полновластным судьею всей мыслящей России и как ни поразительно подобное безобразие, в самых высших сферах к нему относятся равнодушно— Чулков Г. Тютчев и Аксаков в борьбе с цензурою
И хотя Аксаков возражал, подав в Сенат записку, в которой горячо доказывал, что при его безграничной преданности основам государственного строя России, при его пламенной приверженности идее царской власти и её единения с православием, «Москва» ни в каком случае не заслуживает обидной клички «вредного», газета, тем не менее, была закрыта.

## Источник
- Москва, газета // Энциклопедический словарь Брокгауза и Ефрона : в 86 т. (82 т. и 4 доп.). — СПб., 1890—1907.